# Пономарёв, Николай Афанасьевич
Никола́й Афана́сьевич Пономарёв (17 февраля 1918 — 25 февраля 1997) — советский, российский художник-график, живописец, педагог, общественный деятель. Председатель правления Союза художников СССР (1973—1988). Президент Российской академии художеств (1991—1997). Академик АХ СССР (1973; член-корреспондент 1966). Народный художник СССР (1977). Лауреат Сталинской премии третьей степени (1951).

## Биография

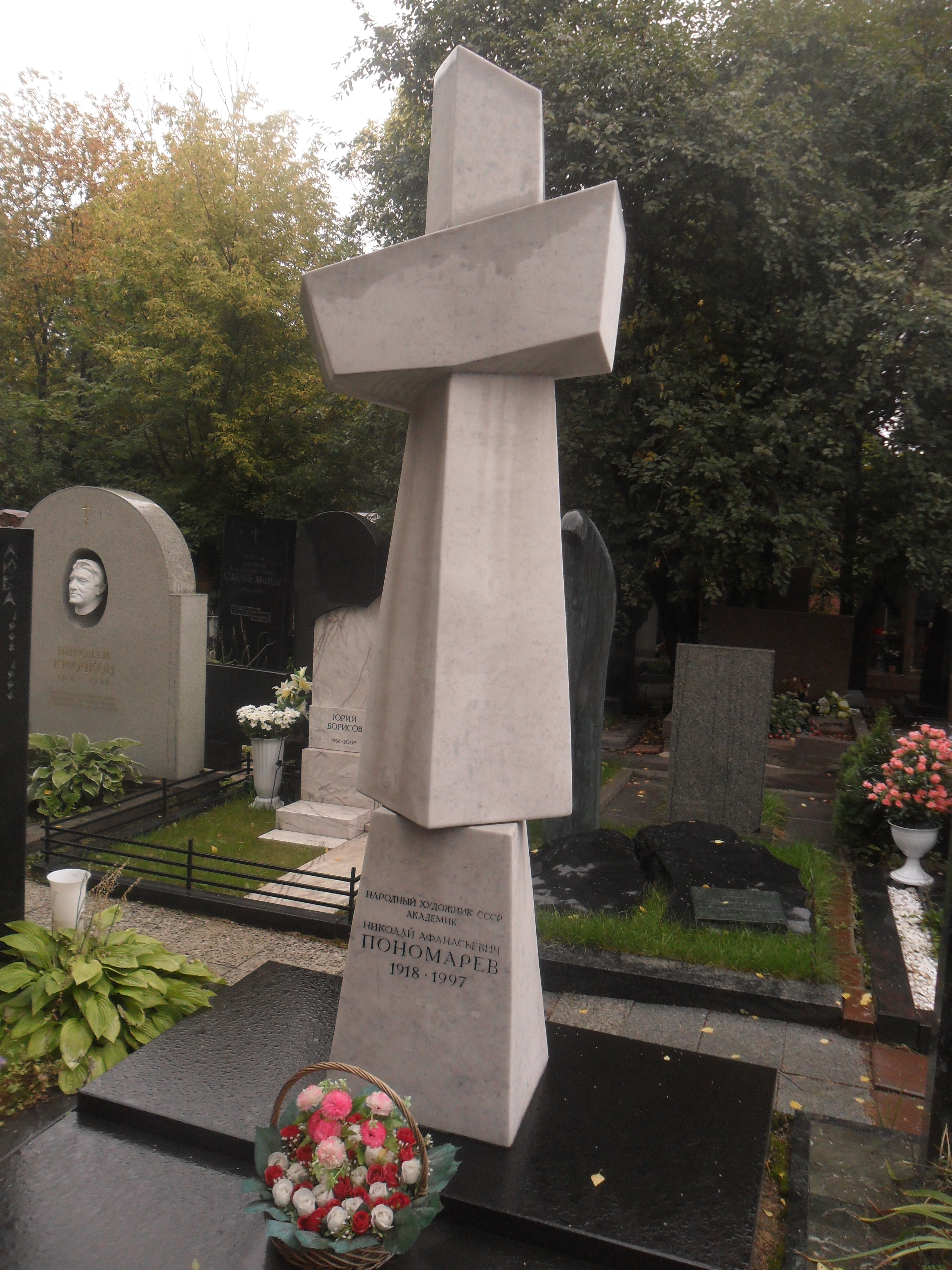
Могила Н. А. Пономарёва на Новодевичьем кладбище Москвы

Николай Пономарёв родился 17 февраля 1918 года в Александровске-Грушевском (ныне Шахты, Ростовская область).
С 1934 по 1939 годы учился в Ростовском художественном училище у А. М. Черных, в 1940—1950 — в Московском художественном институте им. В. И. Сурикова у А. А. Осмёркина и П. Я. Павлинова, Г. Т. Горощенко, Н. Э. Радлова, М. С. Родионова, К. Н. Истомина. В 1947—1949 годах учился в аспирантуре института.
В 1945 году с группой специалистов участвовал в спасении коллекции Дрезденской галереи.
С 1949 года преподавал в Московского художественного института им. В. И. Сурикова, с 1950 — кандидат искусствоведения, с 1952 — доцент, с 1963 — профессор института. Руководитель мастерских станковой графики, плаката. Руководитель Творческой мастерской графики АХ СССР.
Для творчества художника характерна выразительная ритмика цветовых плоскостей, ясность композиции, тонкость колорита, поэтическое восприятие природы и повседневной жизни людей труда. Его работы хранятся в Третьяковской галерее, Русском музее и во многих крупнейших музейных собраниях России.
С 1946 года — член Союза художников СССР. Почётный член Союза художников ГДР (1975).
Депутат Совета Национальностей Верховного Совета СССР 9—11 созывов (1975—1989) от Чувашской ССР.
Умер 25 февраля 1997 года в Москве. Похоронен на Новодевичьем кладбище (участок № 10).

### Семья
- Первая жена — Пономарева (дев.Коцык) Ираида Ивановна (1921—1975) Дети — Пономарев Василий (1943−2010), дочь — Пономарева Наталья (1948-2024).
- Вторая жена — Нина Семёновна Будённая (род. 1939), журналист, писатель. Член Союза журналистов (1965). Член-корреспондент РАХ. Дочь С. М. Будённого.

## Творчество
Серии
- «Шахтёры Донбасса» (1949—1950; гуашь, уголь, карандаш)
- «Северный Вьетнам» (1957; пастель, гуашь) (1958; литография, монотипия)
- «По Индии» (1961; гуашь)
- «О людях Советской России» (1964)
- «Паруса Подмосковья» (1969; монотипия)

портрет «Хирург В. С. Савельев» (1977; темпера)

## Звания и награды
- Заслуженный деятель искусств РСФСР (1963)
- Народный художник РСФСР (1968)
- Народный художник СССР (1977)
- Заслуженный деятель культуры Польши (1972)
- Сталинская премия третьей степени (1951) — за серию рисунков «Шахтёры Донбасса» (1949—1950)
- Орден Ленина (1988)
- Орден Трудового Красного Знамени (1978)
- Орден Трудового Красного Знамени (1971)
- Орден Дружбы народов (11 ноября 1993 года) — за большой вклад в развитие изобразительного искусства, укрепление международных культурных связей и плодотворную педагогическую деятельность[2]
- Медали
- Золотая медаль Министерства культуры СССР
- Бронзовая медаль Всемирной выставки в Брюсселе (1958)
- Премия имени Джавахарлала Неру (1972) — за серию графических произведений «По Индии»
- Золотая медаль им. М. Б. Грекова (1976)
- Золотая медаль АХ СССР (1991).

## Ученики
- Тутунджан, Джанна Таджатовна
- Якушин, Анатолий Борисович
- Демидов, Александр Александрович
- Коротков, Николай Николаевич
- Григорян, Юрий Суренович
- Аввакумов, Михаил Николаевич
- Санджиев, Дмитрий Никитич
- Арсеньев, Аркадий Борисович
- Петрушин, Леонид Иванович
- Савостюк, Олег Михайлович
- Успенский, Борис Александрович
- Волкова, Ольга Александровна
- Иванов, Юрий Валентинович
- Непомнящий, Леонид Михайлович
- Суворов, Александр Борисович
- Солонин, Георгий Павлович
- Китаева, Наталья Владимировна[3]